# R-processen
R-processen eller rapid process (engelska: snabb process), är en neutroninfångade elementsyntes som äger rum när tunga stjärnor kollapsar i en supernovaexplosion. R-processen har genom transmutation skapat hälften av alla grundämnen tyngre än järn och föreslogs 1956 av Hans Suess och Harold Urey. Många tunga neutronrika grundämnen så som guld och platina har skapats av r-processen.

## Elementsyntes i tunga stjärnor
I tunga stjärnor skapas tunga grundämnen genom att lätta atomkärnor slås samman till större genom fusion. Atomkärnor består av protoner och neutroner, där protonerna är positivt laddade. För att fusion mellan två atomkärnor skall kunna ske så måste Coulombbarriären övervinnas. Det innebär att den repellerade kraft två lika laddningar har måste övervinnas för att atomkärnorna ska fusionera. En stor atomkärna har fler protoner i atomkärnan, och för fusion med andra atomkärnor skall kunna ske så måste mycket kraft och energi läggas på att övervinna barriären. När atomkärnor med fler än 56 nukleoner fusionerar i stjärnor med ca 10 solmassor, så går det åt mer energi för att åstadkomma fusionen, än vad som frigörs. Stjärnan svalnar hastigt och exploderar i en supernovaexplosion.

### R-processen
Under de ca 10 sekunderna det tar för stjärnan att sprängas skapas alla ämnen tyngre än atomnummer 26 (järn). Under supernovaexplosionen ökar neutronutstrålningen till 10²² neutroner per cm². Under neutronbombardemanget uppstår alla ämnen tyngre än järn i periodiska systemet. R-processen skapar en stor mängder germanium, xenon och platina. När stjärnan exploderat färdigt så kastas stjärnans yttre delar ut i rymden och blir en del i det kosmiska kretsloppet. Stjärnans inre delar faller samman och bildar en neutronstjärna eller ett svart hål. Endast en liten del av de ämnen som r-processen skapat kastas ut i rymden. Det mesta faller in mot explosionens centrum och krossas när de bildar en neutronstjärna eller svart hål.